# Ізмаїльський судноремонтний завод
Ізмаїльський судноремонтний завод (ІзСРЗ) — підприємство суднобудівної промисловості України. Підприємство виконує повний комплекс виробничих і ремонтних робіт, пов'язаних із відновленням експлуатаційних характеристик судна. Здійснює ремонт морських і річкових суден доковою вагою до 4 тис. тонн і довжиною до 120 метрів. Підприємство займає близько 60 % ринку послуг із ремонту і модернізації суден типу «річка — море» в Одеському регіоні.

## Історія
Науковці стверджують, що ізмаїльський суднобудівний-судноремонтний завод є одним із найстаріших підприємств України, оскільки майже безперервно функціонує на тому ж місці, де у 1590 році в Ізмаїлі були зведені перші споруди судноверфі.
Сучасне підприємство було засноване 15 липня 1947 року, як судноремонтні майстерні з метою ремонту флоту Дунайського пароплавства. З 1948 року опановано піднімання суден на берег для ремонту підводної частини корпусу за допомогою лебідок і поліспастів по сковзалах. 1949 року здійснено плавлення чавуну. У 1950 році майстернями, де працювали 200 осіб, відремонтовано 191 судно.
1954 року майстерні були перетворені на судноремонтний завод. У 1957 році розпочато будівництво корпусного цеху; 1958 році введено в експлуатації корпусно-котельний цех; у 1960-ті роки збудовано корпуси для інструментальної дільниці, складу фарб, добудовано ковальську дільницю й електроцех тощо.
1963 року проведено перше складне піднімання теплохода «Бєлінський» у доці № 1; В 1966 році здійснено монтаж елінга фірми «Юбігау» вантажопідйомністю 500 т; 1968 уведено в дію дільницю з ремонту гребних гвинтів. Наприкінці 1970 року на заводі працювали понад 800, а вже у 1980 році — 1100 осіб. У 1970-ті роки введено в експлуатацію плавучий док вантажопідйомністю 5000 т та судноремонтий пірс довжиною 340 погон. м; у 1980-ті роки збудовано комплексно-доковий цех, деревообробну дільницю тощо, введено в дію плавучий док вантажопідйомністю 2500 т.
З 2004 по 2006 роки головою наглядової ради ІзСРЗ був Юрій Крук.
З 2008 року — ВАТ «Дунайсудноремонт». 2009 року підприємство було приватизоване і поділене на дві частини: ВАТ Ізмаїльський річковий порт «Дунайсудносервіс» та ТОВ "Судноремонтне підприємство «Дунайсудносервіс»".
У квітні 2019 року стало відомо, що Ізмаїльський судноремонтний завод СП «Дунайсудносервіс» здійснює будівництво серії з 8 суховантажних барж нового проєкту (Осадка баржі складе 3,1 м, валова місткість — 3100 т, довжина — 79,4 м) на замовлення ТОВ «Грейн-Трансшипмент» (Миколаїв). На цей момент виконуються передпускові роботи на баржі «Grain-3». Крім цього, першого тижня квітня підприємство здійснювало підготовку до монтажу об'ємних секцій бортів баржі Grain-4.
Наприкінці квітня 2019 року підприємство завершило роботи з будівництва двотрюмної суховантажної баржі «Grain-3» для компанії «Грейн-трансшипмент». Несамохідне судно з буксиром «PLUTUS» вже виконало перехід з бази будівництва в порт приписки Херсон.
22 травня 2019 року підприємство «Дунайсудносервіс» завершило доковий ремонт першого прикордонного катеру BG83 «Ніжин» з трьох законтрактованих кораблів проєкту 1204 «Джміль» (BG82 «Лубни», BG83 «Ніжин» та BG84 «Ізмаїл»).. 30 травня було завершено доковий ремонт корабля морської охорони «Лубни» (BG-82).
У вересні 2020 року ізмаїльські заводи СП «Дунайсудносервіс» та «Дунайсудноремонт» спільно побудували найбільшу в Україні несамохідну баржу для перевезення зернових. Баржа «D-6000» має довжину 127,6 м, шириною 16,3 м, осадка до 3,8 м, водозміщення у пресній воді до 6000 т, у морській воді при максимальній осадці — 7400 тонн. Габарити дозволяють вважати її найбільшим несамохідним судном, яке побудоване за часи незалежності України.

## Потужності
У структурі підприємства — 3 плавучі доки (50, 2500 і 5000 т) та поперечний елінг (500 т); причальна лінія довжиною 580 м із 4-ма портальними (10–32 т) і 2-ма плавучими (5 та 25 т) кранами; буксир потужністю 600 к. с.; корпусний, механо- та електромонтажні цехи, заводська лабораторія.

## Послуги
Виконує комплексний ремонт морських і річкових суден доковою вагою до 5000 т, довжиною до 135 м, осадкою до 4,5 м.

## Керівники
- С. Бурячок (1948—1968)
- В. Тимофєєв (1968—1977)
- М. Шемшур (1992—2006)
- з 2009 року — голова правління В. Сідяков.